# ホット (アルバム)
『ホット』（英: Hot）は、イギリスの女性歌手、メラニー・ブラウン（メラニーB名義）による1枚目のスタジオアルバム。2000年10月9日にヴァージン・レコードからイギリスで発売された。日本では同年10月25日に東芝EMI（現：EMIミュージック・ジャパン）から発売された。

## 概要
スパイス・ガールズのメンバー、メラニー・ブラウンのデビュー・ソロ・アルバム。グループの3枚目のスタジオアルバム『フォーエヴァー』発売の1ヶ月前にリリースされた。
日本盤には、通常盤に収録されなかったティンバランドプロデュース「ワード・アップ」（1999年に発売された「メラニーG」名義でのシングル）がボーナストラックとして収録されている。

## 批評
CDジャーナルは「本格的ヒップホップ／R&Bベースの活躍が期待される仕上がりだ。」と批評した。

## チャート成績
イギリスのアルバム・チャートで最高28位を記録した。累計6万枚以上を売り上げ、英国レコード産業協会（BPI）からシルバー認定を受けた。
日本ではチャートインしなかった。

## 収録曲
| #         | タイトル                                                     | 作詞・作曲                                                                                              | 原題            | 時間  |
| --------- | ------------------------------------------------------------ | --- | --------------- | ----- |
| 1.        | 「フィールズ・ソー・グッド」                                 | メラニー・ブラウン、ジャム&ルイス                                                                       | Feels So Good   | 5:06  |
| 2.        | 「テル・ミー」                                               | メラニー・ブラウン、フレッド・ジャーキンス3世、ラショーン・ダニエルズ、ロドニー・ジャーキンス           | Tell Me         | 4:33  |
| 3.        | 「ヘル・ノー」                                               | マーク・アンドリュース                                                                                  | Hell No         | 4:18  |
| 4.        | 「ララバイ」                                                 | メラニー・ブラウン、リチャード・スタナー、ジュリアン・ギャラゲ、リチャード・ノーリ                      | Lullaby         | 3:26  |
| 5.        | 「ホッター」                                                 | マーク・アンドリュース                                                                                  | Hotter          | 3:14  |
| 6.        | 「ステップ・インサイド」                                     | マックス・ビーズリー                                                                                    | Step Inside     | 3:59  |
| 7.        | 「ABC 123」                                                  | テディー・ライリー、スクリューフェイス、カレン・アンダーソン                                            | ABC 123         | 3:13  |
| 8.        | 「アイ・ビリーヴ」                                           | テディー・ライリー、リチャード・ファウンテロイ、カレン・アンダーソン                                    | I Believe       | 4:01  |
| 9.        | 「アイ・ウォント・ユー・バック」(feat. ミッシー・エリオット) | メリッサ・エリオット、ジェラルド・トーマス、ドナルド・ホームズ                                          | I Want You Back | 3:26  |
| 10.       | 「ワード・アップ」(日本盤のみボーナストラック)               | ラリー・ブラックモン、トミ・ジェンキンス                                                                | Word Up         | 3:51  |
| 11.       | 「パック・ユア・シット」                                     | テディー・ライリー、スクリューフェイス、T・フランプトン、ジミー・シングルタリー、ジョナサン・ウォーカー | Pack Your Sh*t  | 4:21  |
| 12.       | 「フィール・ミー・ナウ」                                     | メラニー・ブラウン、フレッド・ジャーキンス3世、テリー・ルイス                                           | Feel Me Now     | 4:58  |
| 合計時間: | 合計時間:                                                    | 合計時間:                                                                                               | 合計時間:       | 48:26 |